# 朝中措
朝中措，词牌名。四十八字，前片三平韵，后片两平韵。《宋史·乐志》记载宫调为黄钟宫。

## 别名
因李祁词中有“初见照江梅”句，别名《江梅曲》。韩淲词名《芙蓉曲》，又有“香动梅梢圆月”句，名《梅月圆》。

## 词牌格式
中平中仄仄平平。中仄仄平平。中仄中平中仄，中平中仄平平。
中平中仄，中平中仄，中仄平平。中仄中平中仄，中平中仄平平。

## 例词
平山阑槛倚晴空。山色有无中。手种堂前垂柳，别来几度春风。
文章太守，挥毫万字，一饮千钟。行乐直须年少，尊前看取衰翁。——欧阳修
夜深残月过山房。睡觉北窗凉。起绕中庭独步，一天星斗文章。
朝来客话，山林钟鼎，那处难忘。君向沙头细问，白鸥知我行藏。——辛弃疾